# 托雷德圣玛丽亚
托雷德圣玛丽亚（西班牙語：Torre de Santa María）是西班牙埃斯特雷马杜拉卡塞雷斯省的一个市镇。总面积19平方公里，总人口680人（2001年），人口密度36人/平方公里。